# Elektrum
Az elektrum a terméselemek ásványosztályban, a fémek alosztályon belüli aranycsoport szabályos kristályrendszerben megjelenő tagja. Természetes ötvözet, amely aranyból és ezüstből áll.
A termésarany minden esetben tartalmaz ezüstöt, mert atomi tulajdonságaik nagy egyezést mutatnak. Amennyiben az ezüsttartalom eléri a 20%-ot, a terméselemet elektrumnak nevezik. Ez az érték a 20 karátot megközelítő 800‰-es finomságú aranyminőségnek felel meg. Az ezüsttartalom miatt a felülete gyakran elszíneződve futtatódik. Egyes ásványrendszer-összeállítások nem különítik el.

## Keletkezése
Kizárólag hidrotermásan keletkezik. Ezüst-szulfidos ásványtársulások (argentit, pirargirit, stefanit, miargirit) gyakori és jellemző tagja.

## Előfordulásai
Előfordulásai a termésarany és termésezüst előfordulásokéval megegyezik.

## Aranykinyerés
Az elektrumból az értékesebb fémet, az aranyat ércelőkészítési eljárással, leggyakrabban ciánlúgzással különítik el. Alkalmazzák a kohászati finomítási eljárásokat is.

## Kémiai összetétel
A finomságtól függően:
- arany (Au): 15,0 – 85,0% között,
- ezüst (Ag): 85,0 – 15,0% között.

## Története

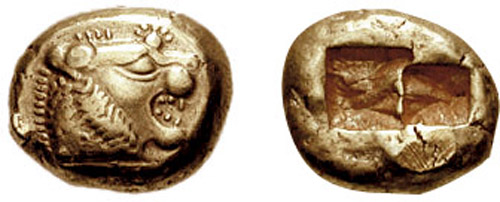
Elektrumból vert lüdiai sztatér a Kr. e. 6. századból

Az ókorban elsősorban Egyiptomban és Lüdiában bányászták. Utóbbiban 3–4 arany és 1 rész ezüst keverékét jelenti.
Több helyütt is vertek e fémből pénzérméket, a Római Birodalomban nem.